# Мартина Вид
Мартина Вид (род. Александрина Мартина Шнабль нем. Martina Wied; 10 декабря 1882[…], Вена[…] — 25 января 1957[…], Вена[…]) — австрийская писательница и поэтесса. Некоторые произведения переведены на русский язык.

## Биография
Александрина Мартина Шнабль была дочерью адвоката Йозефа Шнабля и его жены Дженни Шнабль, которая являлась писательницей. Будучи студенткой, её стихи впервые были напечатаны в журналах, «Simplicissimus» или «Jugend» подписаны они были псевдонимом Вид.
Образование получила в Венском университете, где изучала немецкую филологию, историю, философию и историю искусств, часто совершила учебные поездки в Польшу, Францию, Англию и Италию. В 1910 году вышла замуж за химика Зигмунда Вейсла, вскоре родила сын Ханно.
С 1912 года Мартина Вейсл была сотрудницей искусствоведческого журнала «Brenner», в 1919 году появился её первый том стихов «Движение», за который она получила первую награду города Вены в 1924 году вместе с Робертом Музилем, Ричардом Биллингером и Отто Штосслем.
В 1930 году скончался супруг Мартины, и она стала полностью зависеть от своей писательской профессии. В 1936 году был опубликован её первый роман «Дым над Сент-Флорианом» в виде книги.
С 1939 по 1947 год она жила в изгнании в Шотландии, где работала учительницей в средней школе, параллельно занимаясь литературным творчеством, написала четыре романа, которые были опубликованы позже. В 1947 году вернулась в Вену.
В 1952 году она была первой женщиной, получившей Великую австрийскую государственную премию по литературе.
На начале своего творческого пути Мартина Вид была поэтом, затем стала известна как эссеист, литературный критик и, наконец, писатель и драматург. В своих работах она критиковала кризис гражданского общества. Ее главная работа — крупный роман-эпопея «История богатого юноши» 1943 года (опубликован в 1952 году), в котором, среди прочего, фигура революционера Иванова изображает литературный портрет Георга Лукача, с которым писательница имела дружеские отношения.

## Произведения
- Сборник стихов «Движение» (1919)
- Драма «Привидение» (1922)
- Драма «Гость» (1923)
- Драма «Гора для игры» (1924)
- Роман «Приют у бездомного духа» (1934)
- Роман «Дым над Сент-Флорианом» (1936)
- Роман «Воронье гнездо» (1951)
- Сборник стихов «Мосты в видимую даль» (1952)
- Роман «История богатого юноши» (1952)
- Повесть «Обручальное кольцо» (1954)